# ۱۵۷ (پیش از میلاد)
۱۵۷ (پیش از میلاد) ۱۵۷مین سال قبل از تقویم میلادی است.